# Khabarovsky (huyện)
Huyện Khabarovsky (tiếng Nga: Хабаровский район) là một huyện hành chính tự quản (raion), của Vùng Khabarovsk, Nga. Huyện có diện tích 29404 km², dân số thời điểm ngày 1 tháng 1 năm 2000 là 81600 người. Trung tâm của huyện đóng ở Khabarovsk.